# التصنيفات الدولية لسلوفاكيا
فيما يلي بيانات التصنيفات الدولية لسلوفاكيا.

## التصنيفات الدولية
- مؤشر التنمية البشرية 2018: المرتبة 38 من بين 189 دولة
- مؤشر الحرية الاقتصادية لعام 2017: المرتبة 57 من بين 180 دولة
- مؤشر حرية الصحافة العالمي لمنظمة مراسلون بلا حدود لعام 2018: المرتبة 27 من بين 180 دولة
- تقرير التنافسية العالمية 2018-2019: المرتبة 41 من بين 140 دولة
- مؤشر مدركات الفساد لعام 2018: المرتبة 57 من بين 180 دولة
- مؤشر الديمقراطية 2018: المرتبة 44 من بين 167 دولة
- مؤشر الأداء البيئي لعام 2018: المرتبة 28 من بين 180 دولة
- مؤشر السلام العالمي 2018: المرتبة 22 من بين 163 دولة
- برنامج تقييم الطلاب الدوليين 2015: المرتبة 38 من بين 73 ولاية قضائية
- المنظمة العالمية للملكية الفكرية: مؤشر الابتكار العالمي 2024، المرتبة 46 من بين 133 دولة [1]